# Adenomera heyeri
Adenomera heyeri é uma espécie de anfíbio da família Leptodactylidae. Pode ser encontrada no Suriname, Guiana Francesa e Brasil,   nos estados do Amapá e Pará.
Esta espécie habita a serapilheira de floresta primária. Não foi registrado em áreas perturbadas.
Leptodactylus heyeri exibe atividade noturna, os machos chamam ao entardecer na estação chuvosa (abril-maio). Indivíduos foram encontrados tanto em elevações baixas húmidas como no cume de pequenas colinas (cerca de 120 masl), com ou sem rochas, em condições mais secas. A espécie nunca foi encontrada durante a estação seca (Boistel et al., 2006).